# 上坂典子
上坂 典子（うえさか のりこ、1961年1月7日 - ）は、日本のフリーアナウンサー。元北陸放送（MRO）アナウンサー。石川県小松市出身。現在は、北陸放送の番組を中心に出演している。

## 経歴
父親の転勤で栃木県、東京都などを転々としたあと帰郷し地元の石川県立小松高等学校を卒業、成城大学文芸学部に進学し、卒業後、1983年に北陸放送へ入社。1998年に北陸放送を退社後は、フリーの立場で古巣の北陸放送やえふえむ・エヌ・ワンの出演（後者は現在出演していない）のほか、イベントの進行などの活動をしている。特に、毎年1月に石川県能美市で開催されていた「松井秀喜選手と新春市民の集い」の進行は様々なやり取りがあり有名であった。
- 趣味は写真、観劇、映画など。
- KOTORIの上坂仁志は甥。

## 出演番組
特記以外は全て北陸放送。

### 現在
ラジオ
- あなたの時間　イブニング・レディオ（月・火・水曜）
- モリラジ!（土曜午前）

### 過去
テレビ
- MROテレポート6[2]
- ホウトク!（土曜夕方のローカルニュース、2005年4月‐2008年3月）
- 笹原忠義の月刊ニュースランド（1990年代前半、土曜16:00）など

ラジオ
- 日本列島ここが真ん中
- 気まぐれTonight[2]
- サントス歌のレストラン[2]
- ムフフナイト
- 角野達洋のあさ☀ダッシュ!(2018年3月付で卒業）
- ムフフサンセット
- げつきんワイド!おいね★どいね（火・金曜→月-水曜1部）
- ホウトク!
- 石川名物!GOGOは本多町3丁目（火・木曜）
- 好キっと土曜日!（2011年4月9日 - 2012年3月31日）
- ふるさと
  - 浄土宗が提供している宗教番組。ナレーションを担当している。
- 典子のワンダフルライフ（えふえむ・エヌ・ワン）
- お達者ですか 孫の典子です。（ラジオ・孫シリーズの初代パーソナリティー）[2]